# Mami Ferrarese
Mami Ferrarese (Ferrara, ... – Zaghouan, ...; fl. XVII secolo) è stato un funzionario tunisino, noto anche come Mami di Ferrara.

## Biografia
Originario di Ferrara, vissuto nel XVII secolo, Mami Ferrarese era un rinnegato, ovvero un cristiano convertito all'Islam, che riuscì ad acquisire nella città africana di Tunisi prestigio e potere, essendo diventato uno dei più stimati e fedeli servitori di Youssef Dey, il quale svolgeva le mansioni di intendente della casa e ne gestiva gli affari.
Nel 1638, alla morte di Youssef Dey, avvenimento che riuscì a tenere segreto, avvertì il Generale delle galere Osta Morat, rinnegato di Levanto, proponendogli un accordo. I due intesero aggirare il Divano, ovvero il consiglio dei giannizzeri, affermando che il volere di Youssef Dey ormai morente, fosse che a succedergli al trono fosse per l'appunto Osta Morat. Solo dopo che queste presunte volontà vennero accettate dal Divano i due congiuranti rivelarono che il decesso del vecchio Dey era già avvenuto, forzando il consiglio a ratificare la decisione.
Fu così che Mami Ferrarese riuscì a porre alla guida di Tunisi Osta Morat.
L'intenzione reale di Mami Ferrarese era in realtà di ottenere il ruolo di Dey per sé ma, essendo un rinnegato, temeva ciò non lo rendesse bene accetto da parte dell'esercito. Perciò spinse per la candidatura di Osta Morat, che benché anch'egli rinnegato, grazie alla sua posizione di Generale delle galere poteva risultare più gradito all'esercito. Sperava difatti che i giannizzeri, avendo già accettato un rinnegato come Dey, appena fosse riuscito ad eliminare il ligure, non ponessero problemi alla sua ascesa alla carica di Dey di Tunisi. 
Questa parte del piano non riuscì, poiché Osta Morat, venuto a conoscenza delle sue intenzioni, dopo il ritorno del Ferrarese da Costantinopoli, lo inviò a Zaghouan, dove probabilmente lo fece assassinare.